# Церква Успіння Пресвятої Богородиці (Новий Биків)
Церква Успіння Пресвятої Богородиці — християнська церква у селі Новий Биків Бобровицького району Чернігівської області.
З 2023 року Успенська парафія входить до складу Чернігівської єпархії Православної Церкви України. До того була в підпорядкуванні УПЦ МП.

## Історія
Церкву Успіння Пресвятої Богородиці було збудовано на замовлення останнього гетьмана Війська Запорізького Кирила Розумовського у 1801—1804 роках.
Церква постраждала від боїв у ході російського вторгнення в Україну.

## Архітектура
Вхід до храму і два бокових притвори прикрашені портиками. Церква має хрестоподібну форму. Церква ідентична Воскресенському храму-усипальниці графа в Батурині, який було побудовано в 1803 році. Над будівлею вивищується напівсферична баня. Архітектурний стиль — ампір. Західний притвор з'єднує церкву з дзвіницею, яка має два яруси. Над дзвіницею знаходиться напівсферична баня зі шпилем. Кожен прохід має чотири колони тосканського ордена, що несуть трикутні фронтони. Фасади виконані у стилі класицизму. Вікна великі, прямокутної форми у вигляді арок. Над кожною з них квадратний декоративний елемент.